# Murina beelzebub
Murina beelzebub (Furey, Csorba & Son, 2011) è un pipistrello della famiglia dei Vespertilionidi endemico del Vietnam.

## Etimologia
Il termine specifico deriva dalla figura biblica di Beelzebub, il Signore delle mosche, con riferimento al colore scuro della pelliccia, al comportamento aggressivo osservato in natura e all'alimentazione prevalentemente insettivora.

## Descrizione

### Dimensioni
Pipistrello di piccole dimensioni, con la lunghezza della testa e del corpo tra 40 e 49 mm, la lunghezza dell'avambraccio tra 33,7 e 37,3 mm, la lunghezza della coda tra 33 e 44,8 mm, la lunghezza del piede tra 5,5 e 8 mm, la lunghezza delle orecchie tra 13,2 e 14,2 mm e un peso fino a 5,5 g.

### Aspetto
La pelliccia è lunga e si estende sulle ali fino all'altezza dei gomiti e delle ginocchia. Le parti dorsali sono bruno-nerastre con la punta dei peli grigio chiara, mentre le parti ventrali sono bianche con la base dei peli marrone scura. Il muso è stretto, allungato, con le narici protuberanti e tubulari. Gli occhi sono molto piccoli. Le orecchie sono arrotondate con una rientranza a metà del margine posteriore. Le ali sono attaccate posteriormente alla base dell'artiglio dell'alluce. I piedi sono piccoli e ricoperti di peli. La coda è lunga ed inclusa completamente nell'ampio uropatagio, il quale è ventralmente ricoperto di peli biancastri. Il calcar è lungo.

## Biologia

### Alimentazione
Si nutre di insetti.

## Distribuzione e habitat
Questa specie è diffusa nel Vietnam centrale.
Vive in foreste sempreverdi e foreste secondarie tra 400 e 1.600 metri di altitudine.

## Conservazione
Questa specie, essendo stata scoperta solo recentemente, non è stata sottoposta ancora a nessun criterio di conservazione.